# Высшая сила
«Высшая сила» (англ. Magnum Force; также известен под названием «Сила Магнума») — американский художественный фильм 1973 года, второй в серии фильмов о Грязном Гарри.
Слоган фильма — «Clint Eastwood is back in 'Full Force' as Dirty Harry in Magnum Force».

## Сюжет
Криминальный босс Кармайн Рикка уезжает из здания суда на своем лимузине после того, как его оправдали по юридическим формальностям за массовое убийство. Однако, в то время как его лимузин находится на изолированной дороге, Рикка и трех его сообщников останавливает полицейский на мотоцикле и убивает. Инспектор Гарри Каллахан вместе со своим напарником Эрлингтоном «Эрли» Смитом посещает место преступления, несмотря на то, что они оба должны быть в группе наблюдения. Каллахан обменивается колкостями с их начальником, лейтенантом Нилом Бриггсом. Гарри и Эрли натыкаются на попытку угона самолёта и срывают её.
Во время тренировки на стрельбище Каллахан встречает полицейских-новобранцев: Фила Свита, Джона Дэвиса, Алана «Рэда» Астрахана и Майка Граймса. Спустя некоторое время полицейский на мотоцикле убивает бандитов на вечеринке у бассейна, используя ранцевый заряд и пистолет-пулемёт.
Пока Каллахан и Эрли разбираются с попыткой вооруженного ограбления магазина, сутенер убивает проститутку, которая утаивала от него деньги. На следующий день сутенера убивает патрульный, которого тот пытался подкупить. Исследуя место преступления, Каллахан делает вывод о том, что убийца — полицейский. Он подозревает своего армейского друга Чарли Маккоя, который впал в депрессию после ухода своей жены Кэрол. Позже мотоциклист-полицейский убивает наркобарона Лу Гусмана с помощью Colt Python, оснащенного глушителем. Однако Гусман находился под наблюдением, и старый партнёр Каллахана, Фрэнк Диджиорджио, видит, как Маккой бросает свой мотоцикл возле квартиры Гусмана незадолго до убийства. Полицейский на мотоцикле, оказавшийся Дэвисом, встречает Маккоя в гараже и убивает его, чтобы не оставить потенциального свидетеля. Гарри узнает о смерти Маккоя, когда говорит о своих подозрениях Бриггсу.
На ежегодном соревновании по стрельбе озадаченный Диджорджио рассказывает Каллахану, что Дэвис был первым офицером, прибывшим после убийства Гусмана и Маккоя. Каллахан одалживает Colt Дэвиса и намеренно при стрельбе оставляет пулю в стене полигона. Позже он извлекает пулю и баллистики подтверждают, что она совпадает с пулями, найденными на месте убийства Гусмана. Каллахан начинает подозревать, что за убийства отвечает секретный эскадрон смерти в полиции Сан-Франциско. Бриггс игнорирует его подозрения и настаивает на том, что за этими смертями стоит босс мафии Фрэнк Палансио. Каллахан уговаривает Бриггса дать ему в напарники Дэвиса и Свита для налета на офис Палансио. Однако Палансио и его банду кто-то предупреждает по телефону о прибытии полиции. Палансио убивает Свита, что приводит к перестрелке между полицией и людьми Палансио. Палансио пытается сбежать на машине, но врезается в грузовик. Обыск офиса Палансио в поисках компрометирующих улик ничего не дает и только ещё больше возбуждает подозрения Гарри, но разъяренный Бриггс отстраняет его от работы. Вернувшись домой, Каллахан видит Дэвиса, Астрахана и Граймса, ожидающих его в гараже. Они предъявляют ему завуалированный ультиматум присоединиться к их организации; Каллахан отказывается. Проверяя свой почтовый ящик, Каллахан обнаруживает бомбу, оставленную линчевателями и умудряется обезвредить её, но вторая бомба убивает Эрли, которого Гарри не успел предупредить.
Каллахан звонит Бриггсу, показывает ему бомбу и понимает что Бриггс — лидер эскадрона смерти. Бриггс ссылается на традиции самосуда и суммарных казней, выразив разочарование отказом Каллахана объединиться. Каллахан и Бриггс едут в неизвестном направлении, а за ними следует Граймс. Каллахан отвлекает и оглушает Бриггса. Граймс продолжает преследование и стреляет в машину; Каллахан разворачивается и сбивает его. Появляются Дэвис и Астрахан; Каллахан убегает на старый авианосец на утилизации. Пока они преследуют Каллахана по темному кораблю, Астрахан тратит впустую свои патроны и Каллахан избивает его до смерти. Каллахан бежит на верхнюю палубу и запускает мотоцикл Астрахана, Дэвис едет за ним. Каллахан тормозит, а Дэвис разбивается насмерть. Каллахан возвращается к машине, которую он вынужден отдать окровавленному Бриггсу под дулом пистолета. Бриггс заявляет о своем намерении обвинить Каллахана в убийстве, а не убить его. Отойдя от машины, Каллахан незаметно включает таймер на бомбе и бросает её на заднее сиденье. Бриггс отъезжает и бомба взрывается, убив его, после чего Каллахан заявляет: «человек должен знать пределы дозволенного».

## Создатели фильма
| - Клинт Иствуд — инспектор Гарри Каллахан — «Грязный Гарри» - Хэл Холбрук — лейтенант Бриггс - Митчелл Райан — офицер Чарли Маккой - Дэвид Соул — офицер Джон Дэвис - Тим Мэтисон — офицер Фил Свит - Кип Нивен — офицер Алан «Рэд» Астрахен - Роберт Урих — офицер Майк Граймс - Кристина Уайт — Кэрол Маккой - Фелтон Перри — инспектор Эрлингтон «Эрли» Смит - Морис Аргент — Нэт Вайнштейн - Маргарет Эйвери — проститутка - Ричард Дэвон — Кармайн Рикка - Тони Джорджо — Фрэнк Палансио - Джек Косслин — Уолтер - Джон Митчем — инспектор Фрэнк Диджорджио - Альберт Попуэлл — сутенёр - Боб Макклерг — водитель такси - Клиффорд А. Пеллоу — Гузман - Сьюзан Сомерс — девушка в бассейне (в титрах не указана) | - Сюжет: Джон Милиус - Сценарий: Джон Милиус, Майкл Чимино - Художник: Джек Коллис - Декорации: Джон Ламфир - Костюмы: Гленн Райт, Жюль Меулло - Монтаж: Феррис Уэбстер - Композитор: Лало Шифрин - Звук: Джеймс Александер - Специальные эффекты: Саас Бэдиг - Оператор: Фрэнк Стэнли |

## История создания
Сценарист Джон Милиус придумал сюжетную линию, в которой группа молодых офицеров в полицейском управлении Сан-Франциско систематически истребляет худших преступников города, подав идею о том, что есть ещё худшие изгои-полицейские, чем Грязный Гарри. Терренс Малик представил эту концепцию в неиспользованном черновике для первого фильма; режиссёру Дону Сигелу эта идея не понравилась и он выбросил черновик Малика, однако Клинт Иствуд запомнил её для этого фильма. Иствуд специально хотел показать, что, несмотря на кажущуюся политику первого фильма, Гарри не был полноценным мстителем.
Съемки фильма начались в конце апреля 1973 года. Во время съемок Иствуд столкнулся с многочисленными спорами с Постом по поводу режиссуры: Иствуд отказался разрешить две важные сцены, снятые Постом в фильме из-за времени и расходов; одна из них была в кульминации фильма с общим планом Иствуда на мотоцикле, когда он противостоит полицейским-мстителям. Как и во многих своих фильмах, Иствуд стремился снимать их как можно более гладко, часто отказываясь от пересъемки некоторых сцен. Позже Пост заметил: «многое из того, что он говорил, было основано на чистом, эгоистичном невежестве и отображало, что он был человеком, который контролировал власть. В Высшей силе эго Клинта начало претендовать на государственность».

## Музыка
Вся музыка написана Лало Шифриным.
| №                   | Название                  | Длительность |
| ------------------- | ------------------------- | ------------ |
| 1.                  | «Main Title»              | 2:11         |
| 2.                  | «The Cop»                 | 2:21         |
| 3.                  | «Harry's Ostinato»        | 1:01         |
| 4.                  | «Magnum Force»            | 1:59         |
| 5.                  | «Stakeout»                | 2:29         |
| 6.                  | «The Crooks»              | 1:36         |
| 7.                  | «Harry's New Friend»      | 2:21         |
| 8.                  | «The Pimp»                | 2:45         |
| 9.                  | «Rogue Gun»               | 2:34         |
| 10.                 | «Recreation»              | 2:06         |
| 11.                 | «Warm Enough?»            | 1:11         |
| 12.                 | «Palancio»                | 4:20         |
| 13.                 | «Last Dance In Sausalito» | 3:37         |
| 14.                 | «The Faceless Assassin»   | 3:57         |
| 15.                 | «Potrero Hill»            | 3:08         |
| 16.                 | «The Bullet»              | 1:47         |
| 17.                 | «Execution Squad»         | 1:43         |
| 18.                 | «Mailbox»                 | 1:36         |
| 19.                 | «Early Is Late»           | 1:56         |
| 20.                 | «Briggs»                  | 1:03         |
| 21.                 | «Confrontation»           | 3:13         |
| 22.                 | «Finale»                  | 2:04         |
| Общая длительность: | Общая длительность:       | 51:03        |